# Kedjebrev
Ett kedjebrev går ut på att mottagaren ska skicka en kopia av brevet vidare till en eller flera personer.  Detta gör att antalet mottagare ofta växer mycket snabbt (geometriskt) och kommer efter några generationer att uppgå till väldigt stora antal om kedjan inte bryts.
Ett exempel är ett kedjebrev som skickas till 10 mottagare med instruktioner att skicka det vidare till 10 nya mottagare, etc. Efter bara fem sådana omgångar kommer brevet att ha nått 10 + 102 + 103 + 104 + 105 = 111 110 mottagare. Efter 10 generationer är vi uppe i över 11 miljarder mottagare vilket är mer än hela jordens befolkning. I praktiken skickar förstås alla inte brevet vidare, men även om bara 50% skulle göra det så skulle brevet ändå nå 12 207 030 mottagare efter 10 generationer, det vill säga fler människor än hela Sveriges befolkning. Ett effektivt kedjebrev har därmed många likheter med så kallad spam och kan ta i anspråk stora resurser i postsystemets infrastruktur och mottagarnas tid.
Hur många människor som nås av ett kedjebrev kan räknas ut med hjälp av formeln
{\displaystyle \sum _{k=1}^{N}x^{k}}.
Där N är antalet generationer och x är hur många brev som skickas vidare av varje mottagare.
Det finns många motivationer bakom kedjebrev. En del är för egen vinning, som till exempel de som vill att man ska skriva sin adress längst ner på en lista och skicka en mindre summa pengar till den som står överst på listan. Detta är en form av pyramidspel. Tanken är att man genom den snabbt ökande mängden deltagare snabbt ska få mycket pengar, men pyramiden kollapsar snabbt och de enda som tjänat pengar blir de som startade kedjebrevet. I Sverige räknas detta som en form av lotteri och är olagligt.
En annan variant är namninsamlingar som bedrivs med kedjebrev.  Mottagaren uppmanas skriva sitt namn längst ner i en lista, och sedan skicka vidare till vänner och bekanta.  När listan når ett visst antal deltagare så ska man skicka den till namninsamlingens mål, till exempel en minister.  Problemet är då, liksom ovan, att kedjebrevet kollapsar och många namn når aldrig sin mottagare.  Ett annat problem är att om flera instanser av namninsamlingen når målet, så kommer många av namnen på listorna att vara samma, det vill säga det är bara de understa namnen som skiljer sig åt.
En mer otrevlig variant är spådomsliknande kedjebrev, där mottagaren råds att skicka brevet vidare till ett visst antal personer inom en viss tid. Lyckas man kommer något fantastiskt att hända, misslyckas man står det ofta att en hemsk olycka kommer att drabba en inom det närmaste dygnet. Det är förstås helt oriktigt, men kan uppfattas som mycket obehagligt av vissa personer.